# 전철호
전절호(1969년 4월 7일~)는 조선민주주의인민공화국의 역도 선수이다. 1989년 세계 역도 선수권 대회 75kg급에서 동메달을 획득한 이후 1996년 하계 올림픽 76kg급에서 동메달, 1990년 아시안 게임에서 금메달을 획득했다.